# Wanra

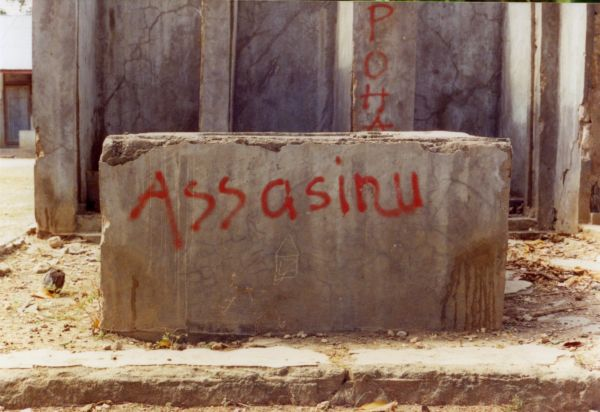
Ein Graffiti in Tutuala mit dem Wort für „Mörder“ klagt die Verbrechen von 1999 in Osttimor an

Die Wanra (von indonesisch perlawanan rakyat für „Volkswiderstand“) sind Gruppen von Zivilisten, die von den indonesischen Streitkräften (TNI) bewaffnet und ausgebildet werden, um im offiziellen Auftrag in ihrer Region für Ruhe und Ordnung zu sorgen. Die indonesische Verfassung von 1945 und das Verteidigungsgesetz von 1988 legen fest, dass Zivilisten das Recht und die Pflicht haben, den Staat zu verteidigen, indem sie eine militärische Grundausbildung erhalten.

## Die Wanra in Osttimor
| Wanra                                      | Distrikt          | Milizchef                                                   |
| ------------------------------------------ | ----------------- | ----------------------------------------------------------- |
| Tim/Team Alfa                              | Lautém            | Joni Marques                                                |
| Team Saka                                  | Baucau            | Joanico da Costa                                            |
| Sera Team                                  | Baucau            | Agustinho Boavide Ximenes (Sera Malik)                      |
| Makikit                                    | Viqueque          | Lafaek Saburai & Martinho Fernandes                         |
| Pedjuang 59–75/ Nagah Merah (Roter Drache) | Viqueque          | Alvaro de Jesus                                             |
| ABLAI                                      | Manufahi          | Nazario Corte-Real                                          |
| Ahi                                        | Aileu             | Horacio Araújo / Thomas Mendonça                            |
| Mahidi                                     | Ainaro            | Câncio de Carvalho                                          |
| Laksaur                                    | Cova Lima         | Olivio Mendonça Moruk                                       |
| Aitarak                                    | Dili              | Eurico Guterres                                             |
| Sakunar                                    | Oe-Cusse Ambeno   | Simão Lopes                                                 |
| Besi Merah Putih BMP                       | Liquiçá           | Manuel de Sousa                                             |
| Halilintar                                 | Bobonaro          | Maliana: João da Costa Tavares; Bobonaro: Natalino Monteiro |
| Jati Merah Putih                           | Lautém (Lospalos) | Edmundo de Conceição Silva                                  |
| Darah Merah Integrasi                      | Viqueque          | Lafaek Saburai (Afonso Henriques Pinto)                     |
| Naga Merah (Red Dragon)                    | Ermera            | Miguel Soares Babo                                          |
| Dadarus Merah Putih                        | Bobonaro          | Natalino Monteiro                                           |
| Kaer Metin Merah Putih KMP                 | Bobonaro          |                                                             |

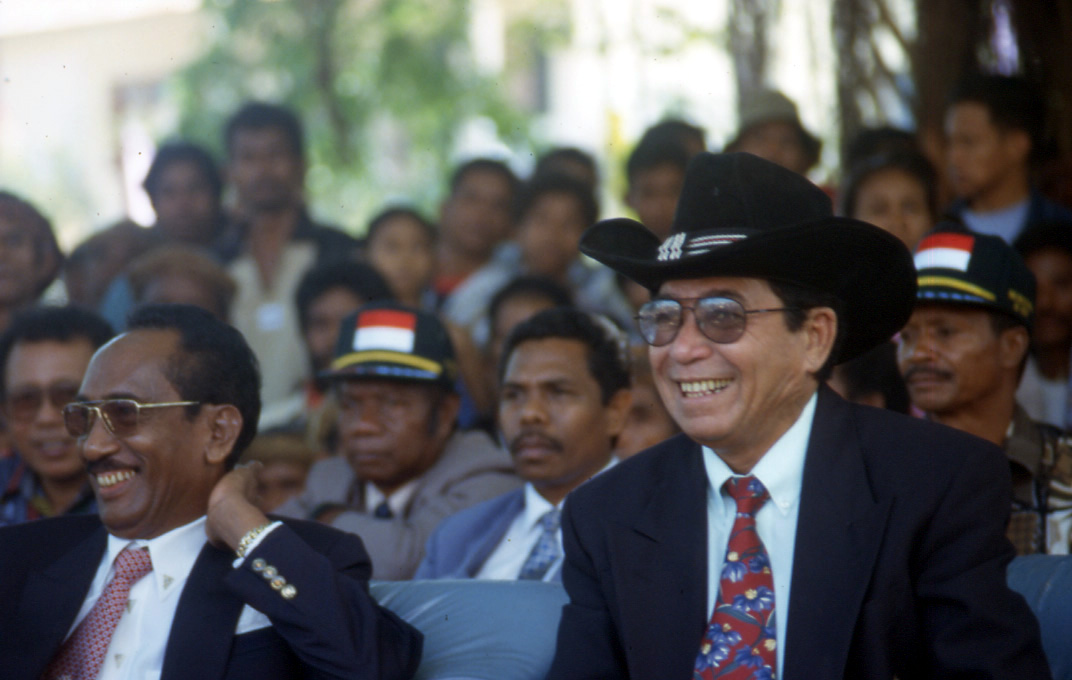
João da Costa Tavares, Führer für die Integration und Oberkommandierender der Milizen, 17. Juli 1999 in Balibo

Bereits seit Juli 1998 stellte Generalmajor Zacky Anwar Makarim mit der Armee die Milizen auf. Sie gehörten zum Plan zum Vorgehen im nach Unabhängigkeit strebenden Osttimor, den er mit Generalmajor Sjafrie Sjamsoeddin erarbeitet hatte. Am 23. Februar 1999 hatte Zacky, zusammen mit Generalmajor Adam Damiri und Oberst Tono Suratman, den Chef der Unabhängigkeitsbewegung Xanana Gusmão im Gefängnis in Jakarta besucht. Es war der erste von mehreren Besuchen. Gusmão erzählte später, Zacky hätte ihm erklärt, er könne „den Verlust von Osttimor nicht akzeptieren.“ Gusmão habe die Strategien Zackys dazu vorhersehen können.
Domingos Maria das Dores Soares, Administrator (Bupati) von Dili, schuf am 17. Mai 1999 die Pam Swakarsa („Selbstinitiierte Sicherheitsgruppe“). Der Beschluss benannte José Abílio Osório Soares, Gouverneur von Timor Timur, Oberst Tono Suratman, Militärkommandeur der Provinz (Danrem) und Oberst Timbul Silaen, den Polizeichef der Provinz als die Hauptberater der Pam Swakarsa. Eurico Guterres wurde zum Operational Commander ernannt. Zu den 2650 registrierten Mitgliedern gehörten auch die 1521 Mitglieder der Aitarak-Miliz.
Die Existenz der Wanra bestätigte Generalleutnant a. D. Kiki Syahnakri bei seiner Aussage vor der Wahrheits- und Freundschaftskommission (CTF) im Oktober 2007. Für die Finanzierung gilt Transmigrationsminister Abdullah Mahmud Hendropriyono als verantwortlich. Die CTF klärte die Zusammenhänge bei den gewaltsamen Ausschreitungen um das Unabhängigkeitsreferendum in Osttimor 1999 auf. Damals hatten pro-indonesische Milizen zusammen mit den TNI versucht, die Bevölkerung einzuschüchtern. In der Operation Donner wurden bis zu 1500 Menschen getötet, hunderte Frauen und Mädchen vergewaltigt, drei Viertel der Bevölkerung Osttimors vertrieben und 75 % der Infrastruktur des Landes zerstört. Erst das Eingreifen einer internationalen Friedenstruppe konnte dem Einhalt gebieten. Osttimor kam unter die Verwaltung der Vereinten Nationen. Gemäß dem Ergebnis des Referendums (78,5 % für die Unabhängigkeit), wurde Osttimor 2002 ein selbständiger Staat.
Syahnakri sagte aus, die Wanra seien legale, zivile Verteidigungsgruppen, die damals Teil des allgemeinen indonesischen Verteidigungssystems waren und es überall in Indonesien, und daher auch in Osttimor, gab. Diese Gruppen seien aber auf eigenen Wunsch nur zum Schutz ihrer Nachbarschaft bewaffnet worden.
Den politischen Arm für die Pro-Autonomie-Bewegung bildete eine Reihe Anfang 1999 gegründeter Organisationen. Am 27. Januar 1999 gründeten sie das Forum für Einheit, Demokratie und Gerechtigkeit (indonesisch Forum Persatuan, Demokrasi dan Keadlian FPDK). Die Führung übernahm Domingos Maria das Dores Soares. Im April wurde außerdem die Volksfront Osttimor (indonesisch Barisan Rakyat Timor Timur, BRTT) gegründet, mit Francisco Lopes da Cruz als Chef. Die am 23. Juni als Dachorganisation gegründete Vereinigte Front für Osttimor (UNIF) versammelte unter sich FPDK, BRTT und andere pro-indonesische Gruppen. Die neue Organisation stand unter der gemeinsamen Führung von Soares, Lopez da Cruz und Armindo Soares Mariano, dem Vorsitzenden des Rates der Volksrepräsentanten der Provinz (DPRD), dem Provinzparlament. João da Costa Tavares kommandierte die Milizen der UNIF, die in den „Streitkräften des Integrationskampfes“ (indonesisch Pasukan Pro-Integrasi PPI) alte Milizen und die Neugründungen von 1998/1999 vereinigte. Stabschef der PPI und damit Nummer 3 der Milizen nach Tavares und Eurico Guterres wurde im März 1999 Herminio da Costa. Die Organisationen waren eng mit der Zivilverwaltung verbunden und wurden von ihr finanziert. Routinemäßig wohnten die Milizionäre Treffen von Militär, Polizei und Regierung (Muspida) bei, obwohl sie keinen offiziellen Status hatten. In einer FPDK-Kampagne verunglimpfte man die UNAMET, was in der indonesischen Öffentlichkeit und über diplomatische Kanäle weit verbreitet wurde.
Nach dem Unabhängigkeitsreferendum wurde die Organisationen ersetzt, durch die am 5. Februar 2000 im indonesischen Westtimor gegründete Uni Timor Aswain (UNTAS, deutsch Vereinigung Timoresischer Helden).

## Diskussion über den Einsatz der Wanra
Der indonesische Militärexperte Kusnanto Anggoro vom Center for Strategic and International Studies betonte, die Wanra sollten nicht für innere Konflikte, sondern nur als Unterstützung der TNI im Kampf gegen äußeren Gefahren eingesetzt werden. Hier müsse das Verteidigungsgesetz klar den Einsatz der Wanra in internen Konflikten ausschließen.
Yusron Ihza Mahendra, der stellvertretende Sprecher der Kommission I für Verteidigung des Repräsentantenhauses, widerspricht dieser Meinung und befürwortet den Einsatz der Wanra auch im Inneren.
Der Sprecher des Verteidigungsministeriums, Brigadegeneral Edi Butar Butar erklärte, das aktuelle Gesetz führe die Begriffe „Wanra“ und „Sishankamrata“ (von indonesisch sistem pertahanan rakyat semesta für „Verteidigung der Bevölkerung und Sicherheitssystem“) gar nicht auf. Das Verteidigungsgesetz von 2002 sehe nur die TNI als Hauptkomponente des Verteidigungssystems vor. Zivile Gruppen würden nur als Reservekomponente aufgeführt. Das Weiterbestehen von bereits existierenden zivilen Einheiten liege nun in der Verantwortung der Provinzverwaltung. Das TNI sei nur noch für deren militärische Ausbildung zuständig.